# Przełęcz Toruńska
Przełęcz Toruńska (ukr. Торунський перевал, Torunśkyj perewał) – przełęcz na terenie Ukrainy, w łańcuchu Zewnętrznych Karpat Wschodnich, oddzielająca Bieszczady Wschodnie od Gorganów. Położona w pobliżu wsi Toruń.  
Wysokość przełęczy wynosi 941 m n.p.m., znajduje się ona pomiędzy szczytami Czarna Repa (1288 m n.p.m.) i Magura (1107 m n.p.m.).
Przez Przełęcz Toruńską przebiega droga regionalna R21, łącząca Chust w obwodzie zakarpackim z Doliną w obwodzie iwanofrankiwskim. Po stronie zakarpackiej znajdują się źródła Riki (dopływu Cisy), po stronie północnej źródła Mizuńki (dopływu Dniestru). 
Na przełęczy znajduje się cmentarz z I wojny światowej.
W okresie międzywojennym w polskiej nomenklaturze Przełęcz Toruńska określana była mianem Przełęczy Wyszkowskiej (zob. Przełęcz Wyszkowska).